# 경영지도사
경영지도사(經營指導士, 영어: CMC, Certified Management Consultant)는 기업의 경영문제를 종합 진단, 지도하는 경영 컨설팅 관련 국가 자격으로 인사, 조직, 노무, 사무, 재무, 회계, 생산, 유통, 마케팅, 수출입 등 업무를 조사, 분석 후 평가해 지도, 자문, 상담 등 법적 기능을 수행한다.
외국에는 컨설턴트가 되는 자격증이 없으며, 이에 준하는 것으로는 미국의 MBA를 꼽는다. 그런 면에서 대한민국의 경영지도사는 컨설턴트에 대한 유일한 자격증이라고 할 수 있다.
미국의 경우에는 기업진단을 전문으로 하는 컨설턴트회사가 설립되어 기업진단은 물론 경영력을 개발하고 그 결함을 발견하여 개선하며, 직접적으로 수익성을 높이는 데 그 궁극적인 목표가 있다. 기업진단과정에서 기업조사가 필요하겠지만 조사자료를 분석·통합하여 조정하는 것은 기업진단의 독자적인 방법이라고 할 수 있다.
특히 기업진단을 전업으로 하는 개인이나 전문기관을 호칭하는 용어에는 비즈니스 닥터(business doctor), 비즈니스 어드바이저(business adviser), 매니지먼트 카운슬러(management counselor)가 있다.

## 대한민국
대한민국의 경영지도사는 중소기업의 경영 문제에 대한 종합진단(경영컨설팅)을 수행함과 동시에 기업경영상의 인사, 조직, 노무, 사무관리, 재무관리 및 회계, 생산, 유통관리, 판매관리 및 수출입업무 등에 대한 진단 · 지도 자문과 상담, 조사, 분석, 평가, 확인, 대행 등 법적기능을 수행할 수 있다. 대한민국에서는 2009년부터 경영지도사 국가 전문 자격사 인증 제도를 두고 있다. 공무원가점, 경리장교임관, 상공회의소 사외이사 추천시 우대, 학점인정, 전문인력인정 등의 혜택을 보유하고 있다.

### 자격 근거 법률
경영지도사는 2020년에 제정된 경영지도사 및 기술지도사에 관한 법률 제5조의 규정에 의하여 국가전문자격사 시험에 합격해 그 자격을 취득한 자로서 지도분야에 따라 인적자원관리, 재무관리, 생산관리, 마케팅 분야로 구분된다.

### 수행직무
- 경영의 종합진단 · 지도
- 인사 · 조직 · 노무 · 사무관리의 진단 · 지도
- 재무관리 및 회계의 진단 · 지도
- 생산 · 유통관리의 진단 · 지도
- 판매관리 및 수출입업무의 진단 · 지도
- 상기내용과 관련한 상담 · 자문 · 조사 · 분석 · 평가 및 확인 등

### 시험과목

#### 제1차 시험
- 중소기업관계법령
- 경영학
- 회계학개론
- 기업진단론
- 조사방법론
- 영어 (공인어학성적 제출로 대체)

#### 제2차 시험
- 지도분야별로 구분 실시

- 인적자원관리분야 :  인사관리, 조직행동론, 노사관계론(노동법 포함)
- 재무관리분야 : 재무관리, 회계학, 재무회계.관리회계 포함, 세법(세무회계 포함)
- 생산관리분야 : 생산관리, 품질경영, 경영과학
- 마케팅분야 : 마케팅관리론, 시장조사론, 소비자행동론

- 공통 항목 : 1,2차시험 각과목별 100점 만점

### 시험 방법
- 1차 시험 : 객관식(5지 선택형)
- 2차 시험 : 주관식(논술형 및 약술형)

### 합격 기준
- 1차 시험과 2차 시험의 합격기준은 한 과목당 100점을 만점으로 하여 각 과목 40점이상, 전 과목 평균 60점 이상

## 같이 보기
- 중소벤처기업부

## 참고 자료
- 「취업을 위한 자격증 42가지」, 경영지도사, 매일경제인력팀 저, 매일경제신문사(1999년, 194~195p)
- 「튀는 인재의 구직 매뉴얼」, 자격의 분류와 종류, 이은철 저, 새로운사람들(2006년, 72~73p)
- 「중위권에서 상위권으로 껑충 뛰는 실전 공부법」, 꼭 알고 넘어가야 할 핵심 포인트, 박남식, 류성엽 외 3명 저, 북스캔(2008년, 244~245p)